# 劳拉-李·史密斯
劳拉-李·史密斯（英語：Laura-Lee Smith，1978年11月21日—），生于基督城，新西兰女子乒乓球运动员。她曾代表新西兰参加2002年英联邦运动会乒乓球比赛，获得女子团体铜牌。